# Орша (Швеция)
Вижте пояснителната страница за други населени места с името Орша.
Орша (на шведски: Orsa) е град в централната Швеция. Разположен е на северния бряг на езерото Оршашьон в лен Даларна. Главен административен център на едноименната община Орша. Има жп гара и международна аерогара, която обслужва и съседния голям град Мура. Население 5308 жители от преброяването през 2010 г.